# Tramlijn 90 (NMVB)/Henegouwen

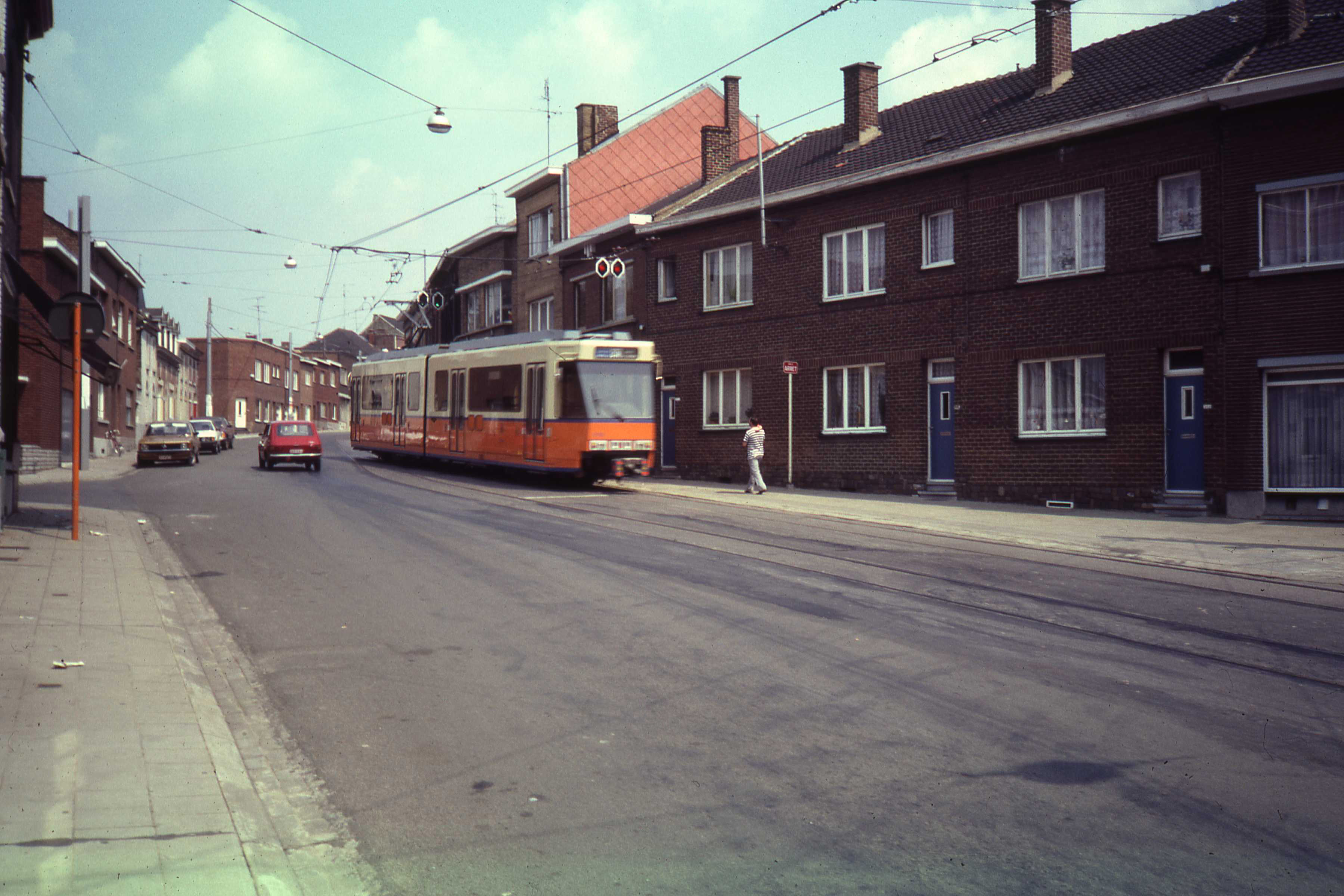
Gelede tram op een kruisingsplaats in Saint-Vaast

Tramlijn 90 van de NMVB was de laatste "echte" buurtspoorweg-tramlijn in België en werd op 28 augustus 1993 opgeheven. De lijn verbond in de provincie Henegouwen de treinstations van Charleroi-Sud en La Louvière-Centre (halte La Louvière Gazomètre) via Marchienne-au-Pont, Fontaine-l'Évêque, Anderlues, Ressaix, Binche, Péronnes-lez-Binche, Trivières en Saint-Vaast.
De metersporige lijn werd tot aan de regionalisering van het stads- en streekvervoer uitgebaat door de Nationale Maatschappij van Buurtspoorwegen (NMVB). Vanaf 1 januari 1991 kwam de exploitatie in handen van TEC-Charleroi, een van de vijf openbaarvervoerbedrijven in het Waals Gewest.

## Geschiedenis
Na de bouw van het nieuw elektrisch traject tussen Bray and Binche werd op 15 februari 1931 de nieuwe doorgaande elektrische dienst, tramlijn 90, tussen Bergen en Charleroi geopend. Hiermee werden elektrische tramnetten van de Borinage, de centrumregio en de agglomeratie van Charleroi met elkaar verbonden. Deze tramlijn 90 reed tot 1973 van Charleroi via Binche naar Bergen. Het lijngedeelte tussen Binche en Bergen werd echter gesloten op 2 juni 1973 en de resterende sectie van lijn 90 tussen Charleroi en Binche werd samengevoegd met tramlijn 36 (Binche – La Louvière) tot de nieuwe tramlijn 90, Charleroi – Binche – La Louvière.
In 1980 werd de lijn tussen Anderlues en La Louvière gesloten om volledig heraangelegd te worden in functie van de komst van de nieuwe gelede trams. Zowel de sporen als de bovenleiding werden integraal vernieuwd. De lijn heropende op maandag 19 april 1982.
Deze integrale vernieuwing sloot aan op de bouw van de métro léger de Charleroi waarvan lijn 90 stapsgewijs gebruik zou gaan maken tussen Fontaine-l'Évêque (metrostation Pétria) en Charleroi-Sud.
De opheffing van het lijnnummer 90 kwam neer op de inkorting van de lijn tot Anderlues. Dit was een rechtstreeks gevolg van de regionalisering van het stads- en streekvervoer in 1991 waardoor de tramlijn ongeveer voor de helft (tussen Charleroi en Anderlues) in het exploitatiegebied terechtkwam van TEC-Charleroi en voor de andere helft in dat van TEC-Hainaut (tussen Anderlues en La Louvière). Gezien enkel TEC-Charleroi over trams beschikte en dus voor de exploitatie moest instaan en TEC-Hainaut niet bereid was tussen te komen in de exploitatiekosten op haar grondgebied, werd de lijn ingekort tot Anderlues.

Sindsdien reed alleen lijn 89 er. Maar tussen 1994 en 1996 waren er vernieuwingswerken op de route van lijn 89 in Anderlues. Het eindpunt was daarom niet bereikbaar via halte Jonction. Om die reden werd toen opnieuw lijn 90 ingesteld, want de sporen recht door Anderlues naast de N90 waren nog aanwezig, en zijn ook daarna nog lang blijven liggen.Toen het gereed gekomen was gingen beide lijnen via Junction rijden. In Charleroi eindigden zij ook beide bij het Zuidstation.
In 1999 is er alleen nog sprake van lijn 88 en 89; 88 naar Charleroi Parc en 89 naar Sud.
De lijn draagt sinds 2012 de lijnnummers M1 en M2.

Op de opgeheven sectie Anderlues - La Louvière rijdt de door TEC-Hainaut uitgebate buslijn 136, Anderlues - Binche - La Louvière (- La Hestre).

## Traject
Tramlijn 90 was de allerlaatste reguliere typische buurttramlijn in België. Ook na de modernisatie was het toch nog een "klassieke" boerentramlijn met veel enkelspoor. (De Kusttram bestaat weliswaar ook nog, maar is een moderne sneltram op dubbelspoor geworden) Vertrekkend uit Charleroi reed de lijn oorspronkelijk met dubbelspoor zonder vrije baan midden op de Route de Mons (N90), (deels) samen met tram 31, 47, 77, 80, 81, 82, 87, 89, 92 en 93. Tot in 1973 werd bijna de gehele N90 gevolgd tot in Mons. Na Anderlues werd een omweg gemaakt vanwege de te steile helling. Tussen Leval en Binche was er een omweg via Ressaix. Tussen Binche en Mons was het een vrij rechte route pal naast de weg. Naarmate de aanleg vorderde ging de lijn steeds meer gebruik maken van de westelijke tak van de Métro Léger de Charleroi, terwijl de andere lijnen geleidelijk werden opgeheven. Na het koppelen van lijn 36 aan lijn 90 ontstond een veel meer slingerende route met meer vrije baan zonder een weg ernaast. Voorbij het laatste pre-metrostation Pétria begon een zeer afwisselend en soms pittoresk traject. De tramlijn lag afwisselend in volledig eigen bedding dwars door velden en landschappen, op een eigen bedding aan de rand van een straat of steenweg of in het midden of aan de zijkant van een straat. In dit laatste geval kwam het geregeld voor dat de tram tegen het gewone verkeer in reed of opeens de weg opkwam. De tram-claxon was daarbij vaak nodig om ongevallen te voorkomen, en ook bij onoverzichtelijke bochten en kruisingen. Enkele kruispunten waren beveiligd conform een trein-overweg, maar zonder slagbomen.
Tussen Anderlues en La Louvière was de tramlijn meestal enkelsporig maar met talrijke kruisingsmogelijkheden onderweg. De enkelspoortrajecten waren beveiligd volgens het NMVB-seinstelsel. De route is grotendeels makkelijk terug te vinden omdat vooral tussen Binche en La Louviere de oude baan uiteindelijk grotendeels is fietspad geworden. De omweg te Anderlues werd echter geen pad maar is nog wel herkenbaar vanuit de lucht. Ook tussen Leval en Ressaix is het nu fietspad door de velden. Bij Ressaix reed de tram via Rue des Garennes, Avenue Victor Larock (nu parkeerstrook), Place de Ressaix, Avenue de Marie José (de rotonde was er toen niet), en daarna Binche in via wederom de N90. Bij de Avenue Charles Deliege gekomen ging de oorspronkelijke lijn 90 links en meteen weer rechts en de stad uit via de N90; de latere lijn 90 ging naar rechts. Deze bocht was jarenlang zo krap dat twee trams elkaar niet konden passeren. Daarna via de N563, en even verderop linksaf de Rue du Coeur Dolent in. Aan het einde begon de vrije baan, nu fietspad, en vanaf daar is de route vanuit de lucht makkelijk te herkennen tot aan La Louviere. Voor La Louviere was er ook een splitsing waar tramlijn 37 vanuit La Louviere aftakte. Ook dat is nu deels fietspad, vanaf de Avenue d l'Europe. Te Braquegnies sloot deze lijn aan op lijn 30/80, en de steeg waar de tram uitkwam is er nog, ter hoogte van Rue Joseph Wauters, huisnummer 135. Te Péronnes was er een tramlijn 38 naar Bray en verder, en te Trivieres was er een tramlijn 40 naar Strépy. In La Louviere reed lijn 90 via Rue Omer Thiriar, Rue de Bouvy, Rue du Gazometre (aan de linkerkant, nu busbaan). De keerdriehoek was ter hoogte van bushalte  Gazometre van o.a bus 37 en 136, bij een driehoekig pleintje. Dat is alles wat er over is van de keerdriehoek en de bebouwing die eromheen was. Vanaf hier kon je lopen naar station La Louvière Centre. Lijn 90 reed dus niet door de stad. Tot in 1972 waren er wel veel tramlijnen door La Louvière. De voorloper van lijn 90, lijn 36, had samen met lijn 37 zijn eindpunt daar waar de N535 en de Rue de Belle Vue samenkomen. Daar reden ook tram 30, 31, 32, 33, 34, 35, 39, 80, 82 en 87. In 1972 bleven alleen lijn 30/31 en 80 daarvan over. In 1986 werd lijn 30/31 opgeheven en lijn 80 ingekort; daardoor waren er geen trams meer door de stad heen. Alleen lijn 90 bleef nog even, zij het "buiten" de stad.

## Exploitatie
De lijn werd uitgebaat door de stelplaatsen van Jumet, Anderlues en (behalve in de laatste jaren) La Louvière. Onderweg bevond zich in Trivières ook nog een voormalige stelplaats. In 1933 duurde een rit tussen Bergen en Charleroi 105 minuten en deze reed elk uur. Voordat de modernere enkelgelede trams van BN werden ingezet, werd vanaf de jaren zestig van de twintigste eeuw het tramtype S ingezet, die ook aanhangrijtuigen kon trekken. Deze werden tijdens de spitsuren tussen Anderlues en Charleroi aan de trams gekoppeld voor het extra vervoer rond Charleroi.
De volledige rit (La Louvière - Charleroi) duurde gemiddeld circa 1 uur en 18 minuten. In de week was er een halfuurdienst, in de weekends een uurdienst.
Tussen Charleroi en Anderlues was de frequentie dubbel zo hoog door de parallel rijdende tramlijn 89.
Tramlijn 90 werd uitgebaat met de in het begin van de jaren 1980 geleverde enkelgelede tweerichtingtrams (BN LRV). Deze trams zijn vergelijkbaar met de kusttrams(serie 6000-6049) en werden in dezelfde periode gebouwd door BN Spoorwegmaterieel en Metaalconstructies (thans onderdeel van Alstom) voor het mechanische gedeelte en ACEC (overgenomen door Alstom) voor het elektrische gedeelte.

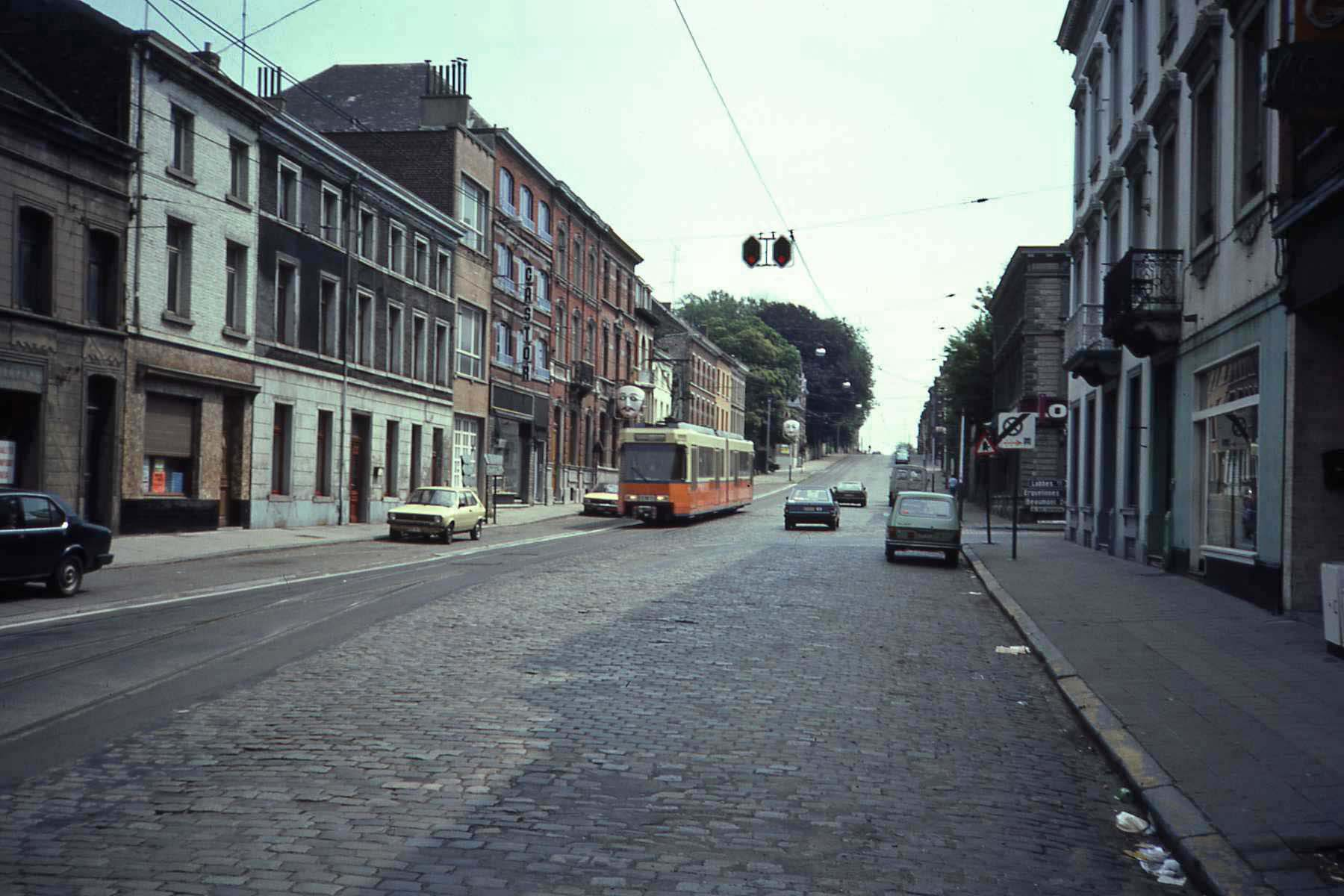
Tram 90 in de avenue Wanderpepen te Binche
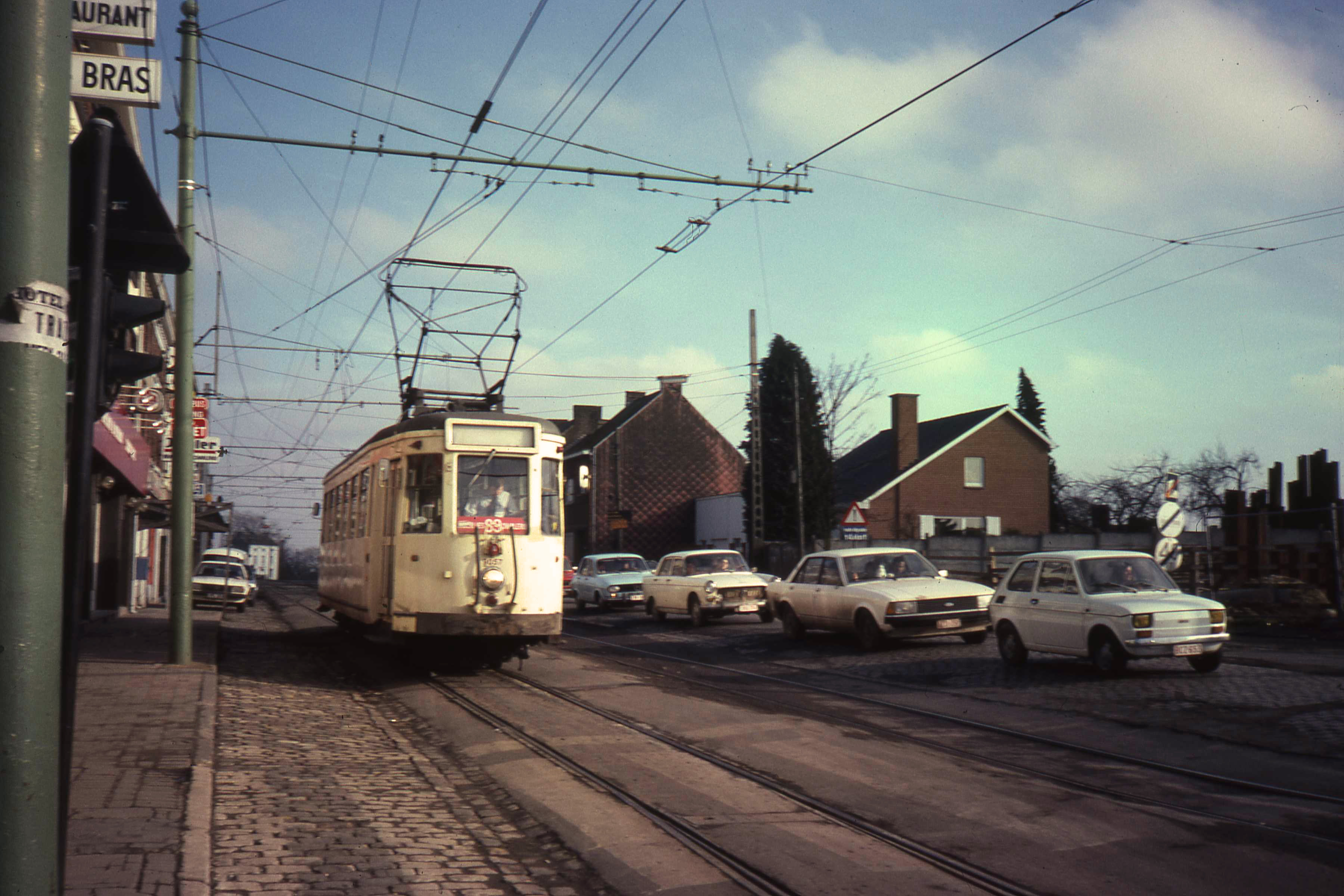
Het vroeger veel gebruikte tramtype S op de versterkingslijn 89 van tramlijn 90.
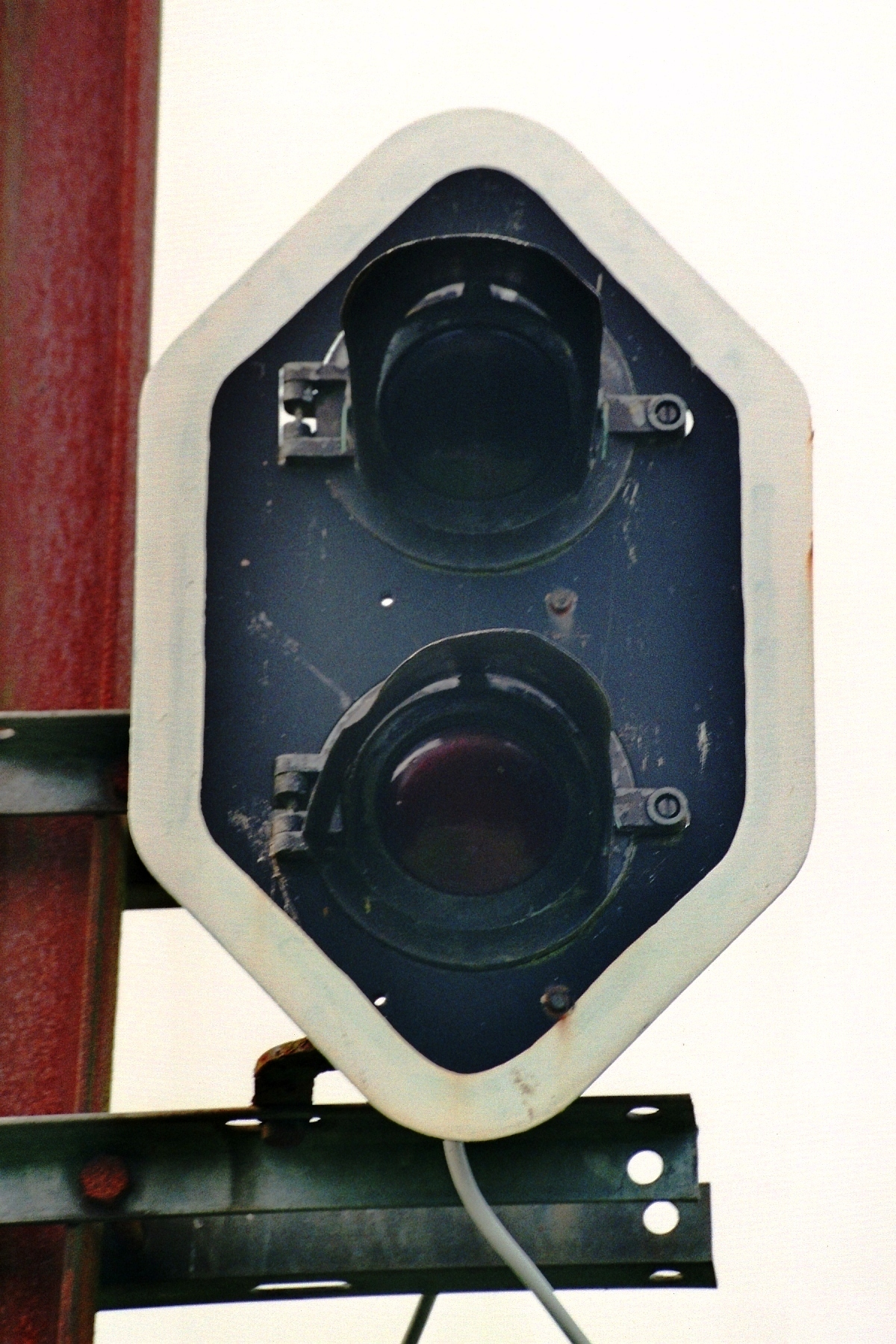
NMVB-sein met rood en groen licht ter beveiliging van trajecten op enkelspoor.
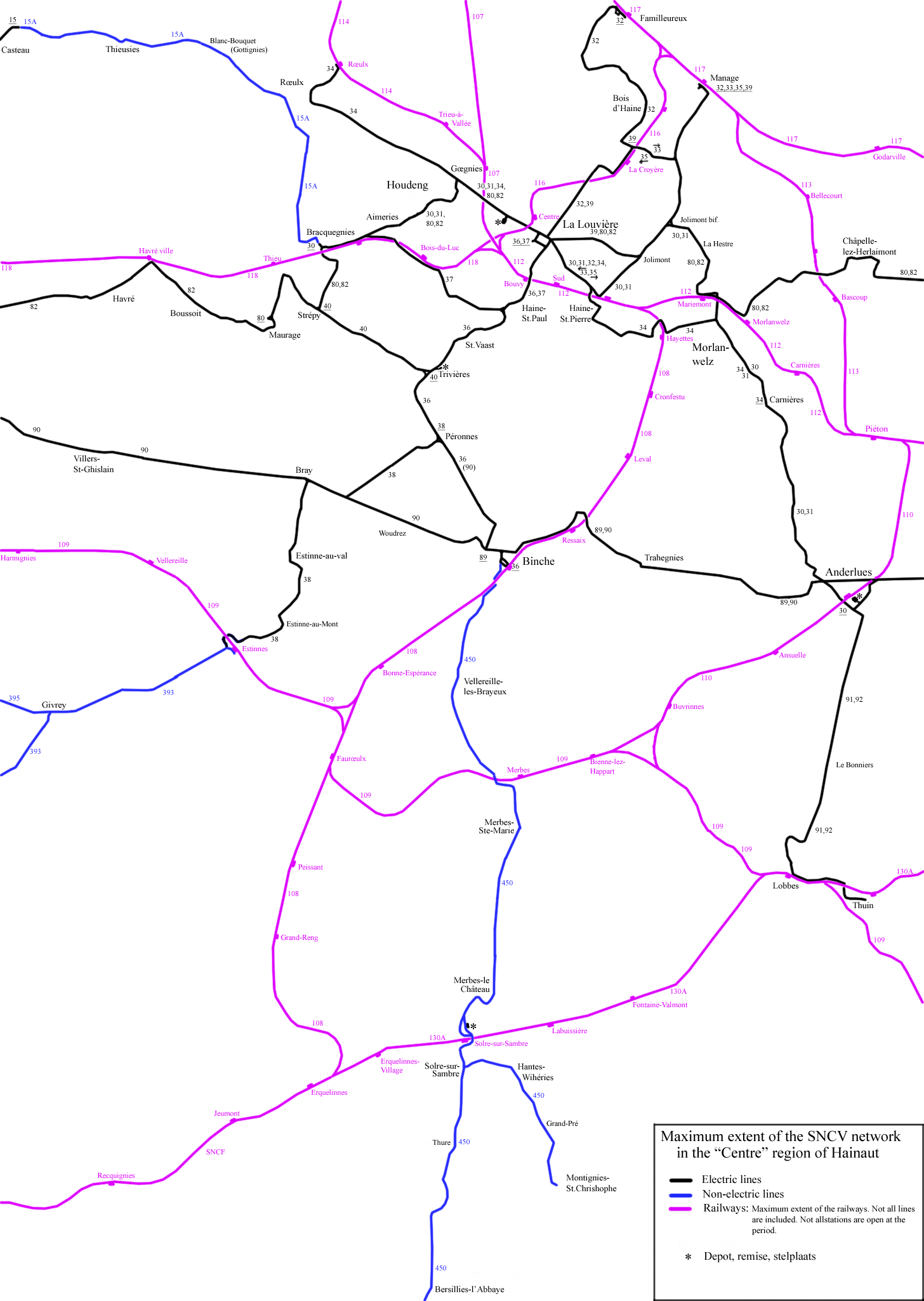
Maximale uitbreiding van de "Centre" tramnet in Henegouwen. Hier zijn de oude routes van 90 en 36 te zien.
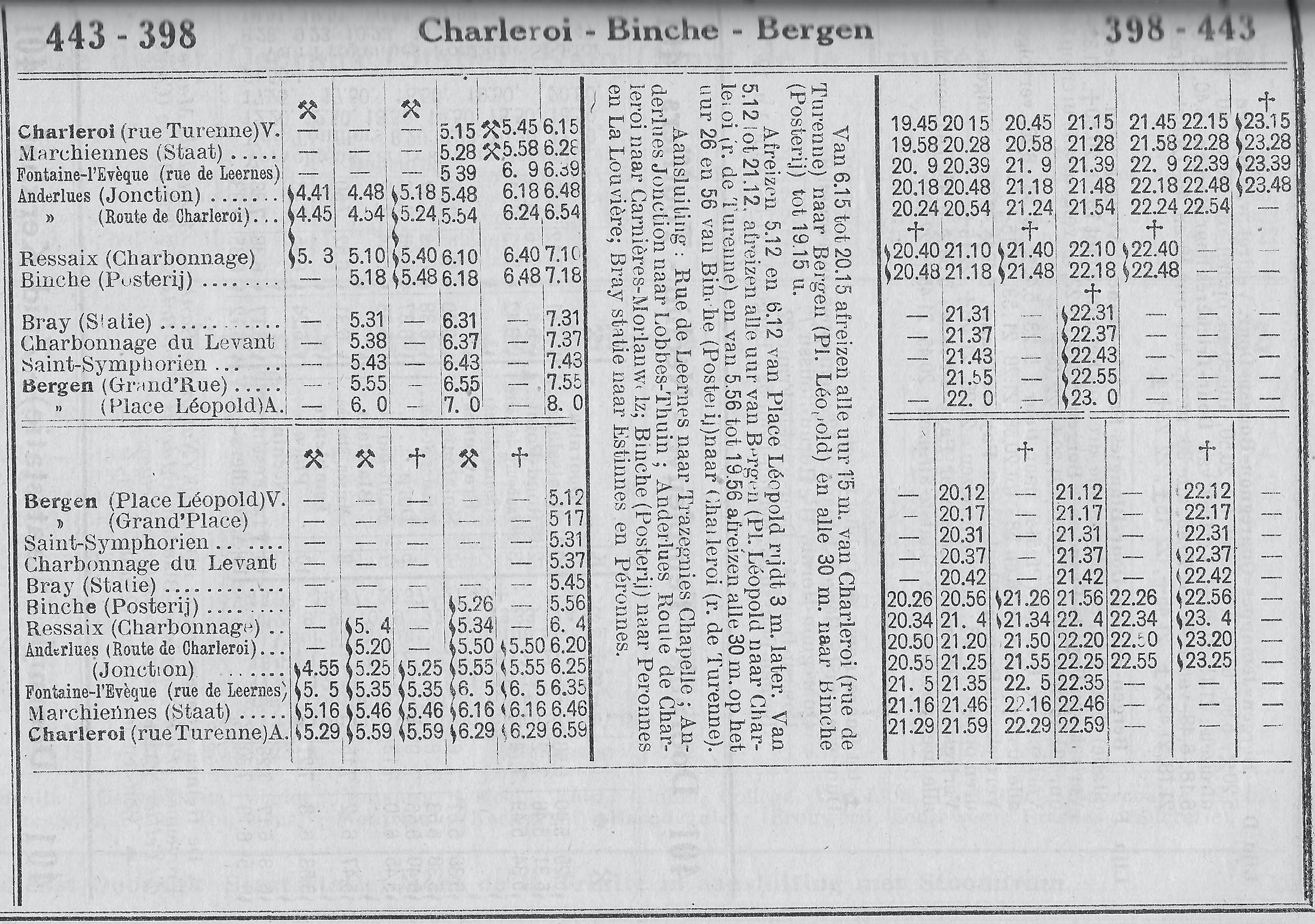
Dienstregeling tramlijn 90 in de zomer van 1933. (Toen werd nog de lettercode MC gebruikt van Mons Charleroi)

### Trivia
1. Tot 1945 was er een extra omweg kort voor Leval. Ter hoogte van de Chaussée de Mons/N90 huisnummer 384 boog de baan rechtsaf en ging dan naast de Rue des Boulois. Achter de huizen. Bij nummer 21 is de vorm nog herkenbaar. Vervolgens met een boog naar links, en dan boven de Rue de la Source, ook achter de huizen.  De boog-vorm daarna tussen Rue du Camois en Rue Verte is ook nog te zien vanuit de lucht. Vervolgens werd Rue Verte en Rue de Fontaine gekruist, ter hoogte van nummer 306. Even verderop naar onderen werd de N90 weer bereikt. (Die een paar honderd meter verderop alweer verlaten werd voor de omweg via Ressaix).De oorspronkelijke route naar Bergen was daarmee ongeveer 42 kilometer lang. 
2. Op YouTube zijn diverse video's van tram 90 en anderen te zien.
3. Deze buurtspoorweglijn kwam onderweg circa acht gewone spoorlijnen tegen. Meestal waren het ongelijkvloerse kruisingen.